# Frankfurter Deputationstag
Der Frankfurter Deputationstag war eine Reichsdeputation und wurde von Kaiser Ferdinand III. zum August 1642 in die Reichsstadt Frankfurt am Main einberufen. Er begann verspätet im Januar 1643 und verhandelte bis August 1645. 
Durch Gesandte vertreten waren die Kurfürstentümer sowie die Reichsstände Österreich, Bayern, Jülich, Hessen, Burgund, Braunschweig, Pommern, das Hochstift Würzburg, das Bistum Münster, das Bistum Konstanz, der Abt von Weinberg, der Graf von Fürstenberg, die Städte Köln und Nürnberg. 
Der formelle kaiserliche Arbeitsauftrag an diesen Deputationstag war die Ausarbeitung einer neuen Reichskammergerichtsordnung. Diese wurde jedoch erst auf dem Regensburger Reichstag von 1654 vollendet. 
Der Deputationstag erlangte Bedeutung, da auf ihm die Reichsstände ihr Recht zur Teilnahme an den Westfälischen Friedensverhandlungen des Reiches mit Frankreich und Schweden durchsetzen konnten. Die Friedensverhandlungen sollten ursprünglich vom Kaiser als alleinigem Vertreter des Reiches geführt werden. Nur die Kurfürsten hatten sich bereits auf dem Regensburger Kurfürstentag von 1636 eine Teilnahme als Berater ohne Stimmrecht gesichert. 
Die Vertreter der übrigen Reichsstände forderten auf dem Deputationstag das Recht auf gleichberechtigte Kongressteilnahme, da dem Kaiser die Entscheidung über Krieg und Frieden nicht alleine, sondern nur in Kooperation mit der Gesamtheit der Reichsstände zustehe. Der Deputationstag markierte machtpolitisch eine Pattsituation zwischen dem Kaiser und den Reichsständen in Fragen der Vertretung des Reiches nach außen. Die Stände konnten ihren Anspruch auf Teilnahme alleine nicht durchsetzen, der Kaiser konnte die Forderungen aber auch nicht abwehren.
Entschieden wurde die Situation durch die Intervention Frankreichs und Schwedens. Schweden lud im April und erneut im November 1643 alle evangelischen Stände und Frankreich im April 1644 auch die katholischen Stände ein. Besonders die hessische Landgräfin Amalie Elisabeth hatte die beiden Länder bewogen, sich auf die Seite der Reichsstände zu stellen. 
Ferdinand III. wies die Reichsstände an, diese Einladung zurückzuweisen. Nach der militärischen Niederlage in der Schlacht bei Jankau war seine Position geschwächt, er gab seinen Widerstand in der sogenannten Admissionsfrage auf und lud am 29. August 1645 alle Reichsstände zur Teilnahme am Friedenskongress ein. Damit war der kaiserliche Anspruch auf die alleinige Vertretung des Reiches in Angelegenheiten von Krieg und Frieden endgültig bis zum Ende des Alten Reiches 1806 aufgegeben.